# Donald Anderson (político)
Donald Anderson, Barón Anderson de Swansea, PC, DL (17 de junio de 1939 (85 años), Swansea) es un político inglés del Labour Party, que fue miembro del Parlamento por Monmouth de 1966 a 1970 y de Swansea del Este de 1974 a 2005.
Anderson se educó en la Escuela Primaria Brynmill en Swansea, Swansea Grammar School (hoy conocida como Bishop Gore School) y en la Universidad de Swansea.
Fue uno de los miembros más veteranos del Parlamento del Reino Unido de los últimos años, sirviendo por 34 años. Se retiró del Parlamento en las elecciones generales 2005. El 13 de mayo de 2005, se anunció haberse creado un life peer, y en efecto el 28 de junio de 2005 se creó el Baronazgo Anderson de Swansea, de Swansea en el Condado de Glamorgan Oeste.

## Honores
- Febrero de 2006: nombrado Deputy Lieutenant por West Glamorgan.

From 1971 to 1974 he was a Labour councillor in the Royal Borough of Kensington & Chelsea.